# Hilmar Ahnert

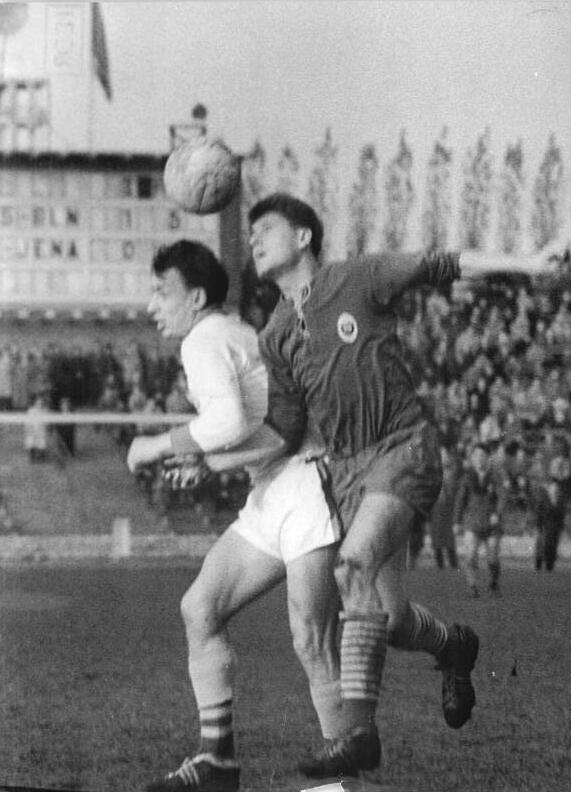
Ahnert (rechts) 1958

Hilmar Ahnert (* 20. April 1936 in Limbach-Oberfrohna) ist ein ehemaliger deutscher Fußballspieler. In der höchsten Spielklasse des DDR-Fußballs, der Oberliga, spielte er für den SC Motor Karl-Marx-Stadt sowie für den FC Carl Zeiss Jena und dessen direkte Vorgänger aktiv. In Jena wurde er Meister und Pokalsieger. Ahnert wurde in der DDR-Junioren- und Nachwuchsnationalmannschaft eingesetzt.

## Sportliche Laufbahn

### Karl-Marx-Stadt
Ahnert kam 1954 als 18-Jähriger von der BSG Motor Limbach-Oberfrohna zum Oberligaaufsteiger BSG Chemie Karl-Marx-Stadt. Sein erstes Oberligaspiel bestritt er als linker Läufer am 31. Oktober 1954 in der Begegnung des 9. Spieltages Rotation Babelsberg – BSG Chemie (1:2). Seine erste Oberligasaison 1954/55 schloss er mit 17 Einsätzen ab.
In den Spielzeiten 1956 und 1957 fehlte Ahnert in den Punktspielen der Karl-Marx-Städter nur 1956 in einer einzigen Partie und hatte sich so als relativ junger Spieler frühzeitig einen Stammplatz im Erstligageschehen der DDR erobert. Sein erstes von später insgesamt fünf Oberligatoren erzielte er 27. Mai 1956 im Spiel SC Motor Karl-Marx-Stadt – SC Einheit Dresden (1:1). Für seine inzwischen in den Karl-Marx-Städter Sportklub eingegliederte Mannschaft erzielte er in der 36. Minute den Führungstreffer. Der SC Motor Karl-Marx-Stadt stieg 1957 aus der Oberliga ab, für Ahnert der Anlass, nach 68 Oberligaspielen mit vier erzielten Toren zum Oberligisten SC Motor Jena zu wechseln.

### Jena
Auch in Jena konnte sich Ahnert sofort als Stammspieler durchsetzen und bestritt in den Spielzeiten 1958 und 1959 43 der 52 ausgetragenen Punktspiele. Dabei wurde er hauptsächlich in der Abwehr eingesetzt. Seinen Stammplatz behielt Ahnert bis zum Ende der Saison 1961/62. Am 7. Oktober 1960 gewann er mit dem SC Motor Jena den DDR-Fußballpokal. Beim 3:2-Sieg über den SC Empor Rostock spielte er auf der Position des rechten Verteidigers.
Im Wettbewerb um den Europapokal der Pokalsieger 1961/62, bei dem Jena bis in das Viertelfinale vorstieß, bestritt er sieben der acht ausgetragenen Spiele. In der Saison 1962/63 absolvierte Ahnert zunächst nur die zehn ersten Punktspiele erneut als linker Läufer, danach musste er längere Zeit pausieren. Als er am letzten Spieltag wieder in die Mannschaft kam, stand der SC Motor Jena bereits als DDR-Meister fest. In den folgenden Spielzeiten 1963/64 und 1964/65 wurde er nur sporadisch in der Oberliga eingesetzt, sodass er in diesen zwei Jahren nur auf 22 Punktspiele kam. Er verpasste auch die beiden Europapokalspiele gegen Dinamo Bukarest 1963. Im Herbst 1965 schien es, als könnte sich Ahnert wieder in die Stammelf der Jenaer hineinspielen, doch wieder nach zehn Punktspielen ohne Unterbrechung warf ihn erneut eine Verletzung zurück. Erst im März 1966 kehrte er für den Rest der Saison wieder in die Oberliga zurück, in der Jena nun als FC Carl Zeiss antrat. 1966/67 bestritt Ahnert seine letzten Oberligaspiele. Am 1., 2. und 6. Spieltag wurde der inzwischen 30-Jährige noch einmal als linker Verteidiger aufgeboten. Sein letztes Oberligaspiel war die Begegnung FC Carl Zeiss – BFC Dynamo (1:3) am 24. September 1966. Es war sein 192. Pflichtspiel für Jena, darunter waren 144 Oberligaeinsätze, in denen er mit einem Tor erfolgreich gewesen war.

### Auswahleinsätze
Am 11. April 1954 gehörte er zum Kreis der Spieler, die das erste Länderspiel für die DDR-Juniorennationalmannschaft bestritten. Beim 3:1-Sieg über Frankreich im Rahmen des UEFA-Juniorenturniers in der Bundesrepublik wirkte Ahnert wie in seiner Heimmannschaft als linker Läufer mit. Insgesamt wurde er in sechs U-18-Länderspielen für den DFV eingesetzt. In der Nachwuchsauswahl der DDR bestritt er 1956 ein Länderspiel.

## Weiterer Werdegang
Ahnert blieb weiter Mitglied des FC Carl Zeiss Jena. Vom August 1974 bis Februar 1980 übte er die Funktion des Jenaer Clubvorsitzenden aus.